# Igeltjärnen (Linde socken, Västmanland, 661108-146345)
Igeltjärnen är en sjö i Lindesbergs kommun i Västmanland och ingår i Norrströms huvudavrinningsområde.